# 山中常久
山中 常久（やまなか つねひさ、生年不詳 - 1670年11月18日（寛文10年10月6日））は、日本の江戸時代の商人。出雲国の戦国武将山中幸盛の曾孫。山中常祐の長男、母は法号釋妙園信女、大阪豪商である山中幸元の甥。前名を才左衛門といい、通称は（2代目）草津吉和屋彌右衛門と称した。
墓所は広島市西区の海蔵寺境内墓地にある。法号は釋常久信士。

## 生涯
山中幸盛の娘である八重姫（盛江）の孫として生まれた。父である山中常祐が明暦3年（1657年）6月に没した為、長男の山中常久が家督を相続し酒造業を引き継ぎ（2代目）草津吉和屋彌右衛門と称した。寛文6年（1666年）8月に長男の山中常夢（3代目草津吉和屋彌右衛門）に家督を譲り隠居した。